# Carol Cooke
Carol Cooke, AM, (* 6. August 1961 in Toronto, Kanada) ist eine australische Behindertensportlerin.

## Biographie

### Privates und Beruf
Carol Cooke wurde in Toronto geboren, wo sie auch aufwuchs. Sie war sehr sportbegeistert und wollte als Mädchen zunächst Turnerin werden, wurde aber nicht auf das Sportgymnasium angenommen. Sie wandte sich dem Schwimmsport zu, wurde Mitglied des kanadischen Schwimm-Nationalteams und strebte einen Start bei den Olympischen Spielen in Moskau an, die aber dann von Kanada boykottiert wurden. Sie gab den Leistungssport auf und wurde, einer Familientradition folgend, Polizistin in ihrer Heimatstadt. Als solche arbeitete sie 14 Jahre, unter anderem in einem Undercoverdezernat zur Drogenbekämpfung.
1994 folgte Cooke ihrem künftigen australischen Ehemann nach Melbourne. Dort bestritt sie hobbymäßig Wettbewerbe im Schwimmen, so 1998 in Hobart die australischen Masters-Meisterschaften. Kurz danach litt sie unter Schwindel und Sehstörungen, und es wurde bei ihr die chronische Krankheit Multiple Sklerose diagnostiziert. Die Ärzte hätten ihr mitgeteilt: „Gehen Sie nach Hause und regeln Sie Ihre Angelegenheiten, bevor Sie unbeweglich werden“, schreibt Cooke auf ihrer Webseite. Einige Zeit saß sie im Rollstuhl, weigerte sich aber innerlich, sich von der Krankheit ihr Leben bestimmen zu lassen.

### Laufbahn im Parasport
2006 begann Carol Cooke mit dem Pararudern, nachdem sie vom Victorian Institute for Sport angeschrieben worden war. Im Jahr darauf bekam sie ein Stipendium des Instituts. 2008 sowie 2009 war sie Mitglied des australischen Nationalteams und belegte bei Ruder-Weltmeisterschaften Platz sechs. Nachdem sie knapp die Qualifikation zu den Sommer-Paralympics 2008 verpasst hatte, wechselte sie zum Radsport.
2011 begann Cooke mit dem Paracycling auf dem Dreirad (Kategorie T2). Bei den Sommer-Paralympics 2012 errang sie die Goldmedaille im Einzelzeitfahren, einem Mixed-Wettbewerb, vor dem Deutschen Hans-Peter Durst. Bis 2016 wurde sie jeweils sechsmal australische Meisterin im Einzelzeitfahren sowie im Straßenrennen sowie sieben Mal Weltmeisterin. Bei den Sommer-Paralympics 2016 errang sie jeweils die Goldmedaille in den beiden Straßen-Disziplinen, ebenso bei den Straßenweltmeisterschaften im Jahr darauf. 2018 holte sie Gold im Zeitfahren und Silber im Straßenrennen, im Jahr darauf errang sie erneut beide Titel auf der Straße. Bei den UCI-Paracycling-Straßenweltmeisterschaften 2022 errang sie Silber im Zeitfahren.

## Ehrungen (Auswahl)
- 2006 Victorian Masters Sportsperson of the Year
- 2012 Nominierung Australian of the Year
- 2012 Victorian Female Para-cyclist of the Year
- 2013 Australian Female Para Cyclist of the Year
- 2013 Victorian Female Para Cyclist of the Year
- 2013 Victorian Cyclist of the Year
- 2014 Member – Order of Australia (AM)
- 2014 Victorian Female Para Cyclist of the Year
- 2015 Australian and Victorian Female Para Cyclist of the Year

## Erfolge
2011

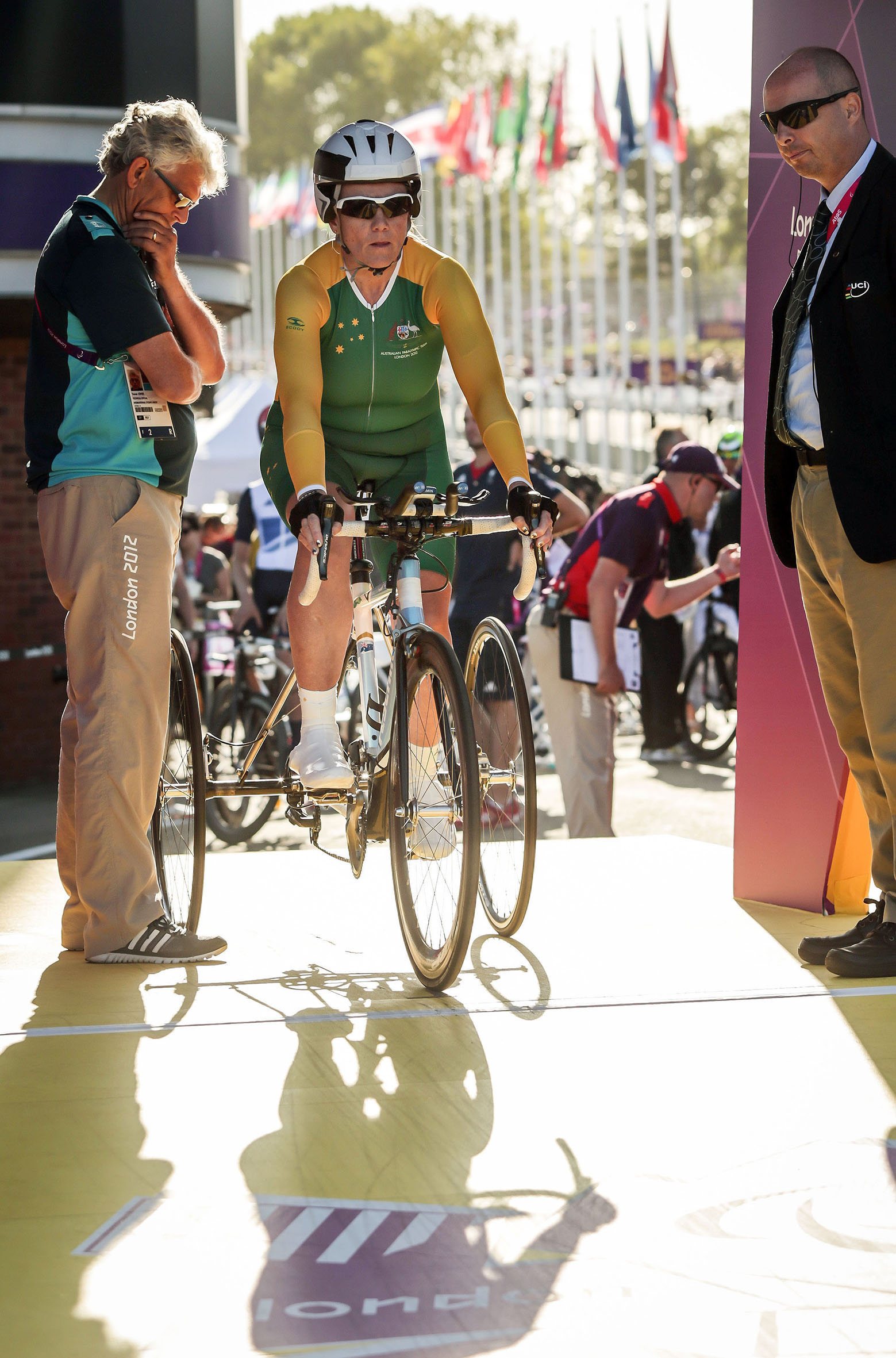
Cooke am Start zum Einzelzeitfahren bei den Paralympics 2012

- Weltmeisterschaft (T2) – Straßenrennen, Einzelzeitfahren
- Australische Meister (T2) – Straßenrennen, Einzelzeitfahren

2012
- Paralympics-Siegerin (T1-2, Mixed) – Einzelzeitfahren
- Australische Meister (T2) – Straßenrennen, Einzelzeitfahren

2013
- Weltmeisterin (T2) – Straßenrennen, Einzelzeitfahren
- Australische Meister (T2) – Straßenrennen, Einzelzeitfahren

2014
- Weltmeisterin (T2) – Straßenrennen, Einzelzeitfahren
- Australische Meister (T2) – Straßenrennen, Einzelzeitfahren

2015
- Weltmeisterin (T2) – Einzelzeitfahren
- Weltmeisterschaft (T2) – Straßenrennen
- Australische Meister (T2) – Straßenrennen, Einzelzeitfahren

2016
- Paralympics-Siegerin (T1-2) – Einzelzeitfahren
- Australische Meister (T2) – Straßenrennen, Einzelzeitfahren

2017
- Weltmeisterin (T2) – Einzelzeitfahren, Straßenrennen

2018
- Weltmeisterin (T2) – Einzelzeitfahren
- Weltmeisterschaft (T2) – Straßenrennen

2019
- Weltmeisterin (T2) – Einzelzeitfahren, Straßenrennen

2022
- Weltmeisterschaft (T2) – Einzelzeitfahren